# Анастасия Ольговна
Анастасия Олеговна (Ольговна) (?— ум. после 1399) — великая княжна рязанская, старшая дочь Олега Ивановича, великого князя рязанского, от первого брака. Предположительно бабка королевы польской Софьи, четвертой жены Ягайло.

## Биография
Родилась возможно между 1357 и 1363 годами в Рязани. Об Анастасии Олеговне мало сведений. Известно, что она была в браке дважды: сперва с Дмитрием Васильевичем, безудельным князем друцким, вассалом великого князя литовского Ольгерда; затем со своим дядей по матери, Дмитрием (до крещ. Корибутом) Ольгердовичем, князем северским, сыном Ольгерда. В других источниках первым мужем Анастасии назван князь Дмитрий Семенович Друцкий, двоюродный брат Дмитрия Васильевича. Анастасия Олеговна упоминается 12 августа 1399 года; в этот день погиб её старший сын Андрей в битве на Ворскле. Дальнейшая судьба её неизвестна.

## Семья
В первый брак Анастасия вступила около 1376 года, князь Дмитрий Друцкий скончался в 1384 году. В этом браке родила двоих сыновей:
- Андрей Дмитриевич (погиб 12 августа 1399), убит в битве с Тохтамышем на р. Ворскле.
- Василий Дмитриевич

Вероятно, дочерью Анастасии от первого брака была:
- Александра Дмитриевна (1380?—1426), мать королевы Польши Софии Гольшанской, прародительницы династии Ягеллонов.

Во второй брак Анастасия Ольговна вступила в 1386/1388 году. От второго брака с Дмитрием Ольгердовичем у Анастасии были дети:
- Иван Корибутович (ум. после 1431), упоминается лишь однажды, в 1431 году[6]. Ряд источников считает[7], что вдова Ивана Корибутовича вышла замуж за князя Бориса Ивановича Глинского.
- Сигизмунд Корибутович (ок. 1395—1435), воспитывался при королевском дворе своего дяди Ягайло. Участвовал в битве при Грюнвальде. В дальнейшем он проявил себя как полководец, участвовал в Гуситских войнах, был наместником Чешского королевства. Погиб в битве под Вилькомиром в 1435 году[6].
- Фёдор Корибутович (ок. 1390—1442), упоминается с 1422 года. Участвовал в Вилькомирской битве, в которой попал в плен. Потомками Фёдора, а значит и Корибута, считали себя князья Збаражские и Вишневецкие (пользовавшиеся гербом «Корибут»), но каких-либо сведений о сыновьях Фёдора не сохранилось
- Мария Корибутовна (Дмитриевна) — замужем за князем Федором Львовичем Воротынским.
- Елена Корибутовна (ум. после 1449) — с 1407 года жена Яна II Железного (ок.1365—1424), князя Ратиборско-Крновского.
- Анастасия Корибутовна (Дмитриевна) — вторая жена Василия Михайловича (1364—1426), князя кашинского.
- Анна Корибутовна — жена московского дворянина Терентия Фёдоровича Милославского.